# Landkreis Rothenburg ob der Tauber

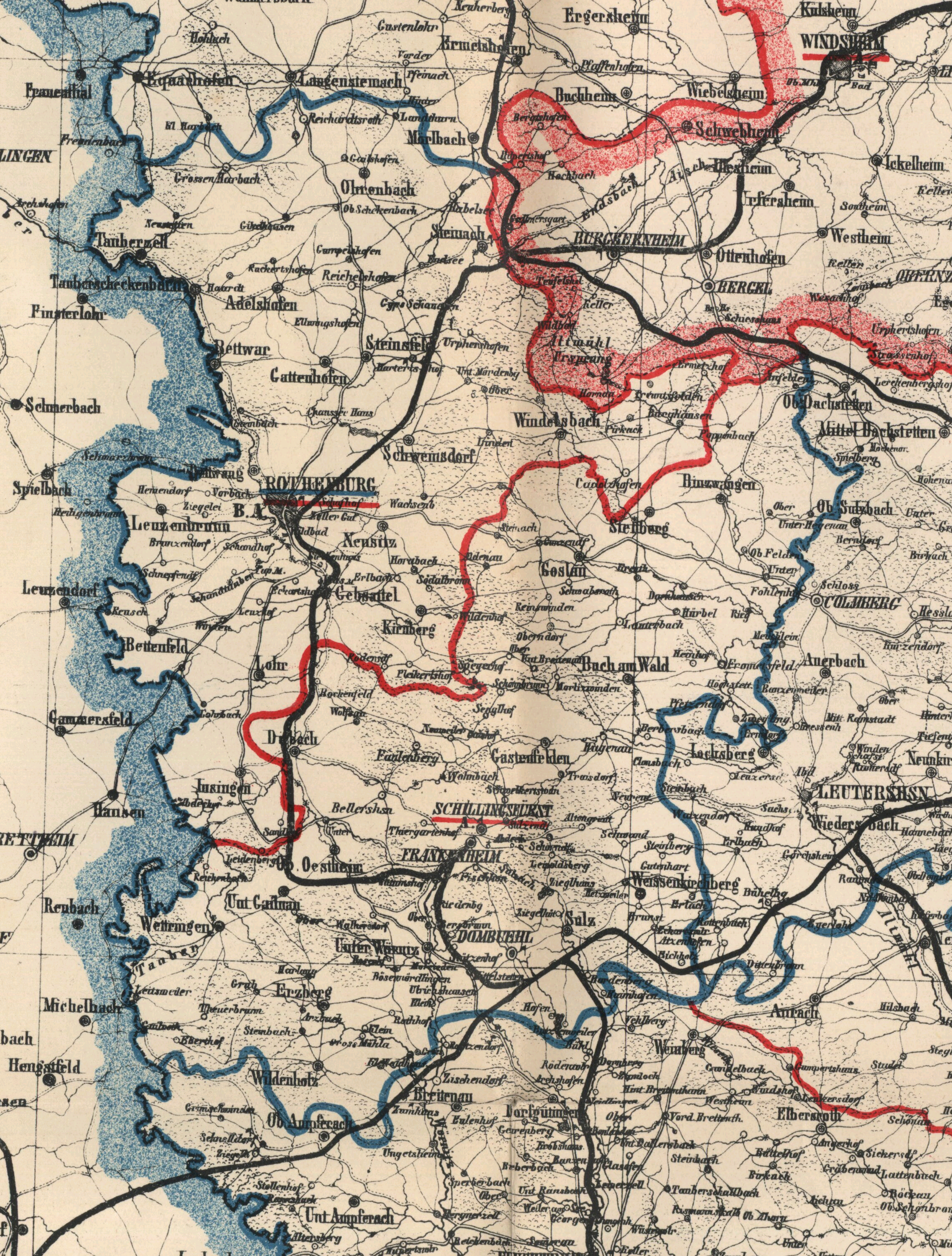
Bezirksamt Rothenburg auf Ausschnitt der Wenng's Spezialkarte von Mittelfranken von 1897

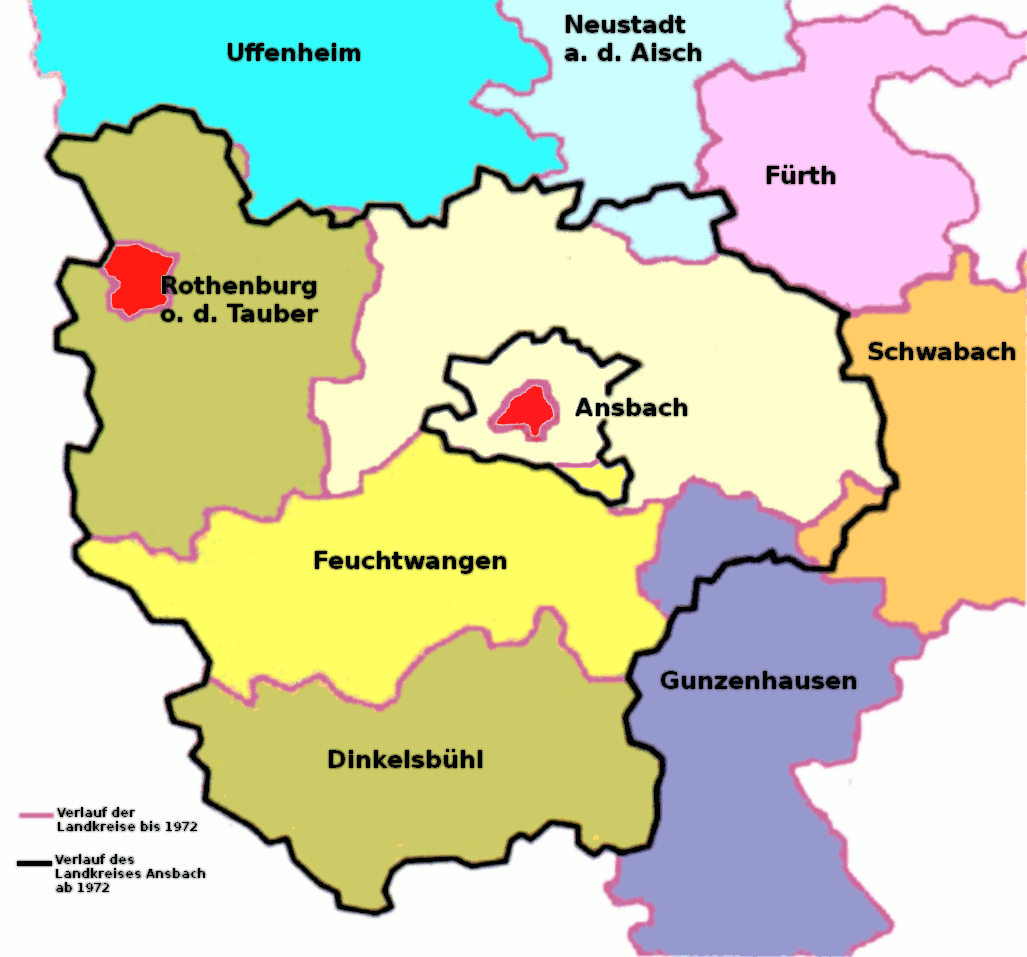
Lage des Landkreises Rothenburg ob der Tauber im heutigen Landkreis Ansbach

Der Landkreis Rothenburg ob der Tauber (bis zum 1. Januar 1939: Bezirksamt Rothenburg ob der Tauber) gehörte zum bayerischen Regierungsbezirk Mittelfranken. Vor dem Beginn der bayerischen Gebietsreform am Anfang der 1970er Jahre umfasste der Landkreis 61 Gemeinden. Der Landkreis führte kein Wappen.

## Geographie

### Wichtige Orte
Die größten Orte waren Schillingsfürst, Wörnitz, Dombühl und Neusitz. Vom 1. April 1940 bis zum 31. März 1948 gehörte auch die zuvor und danach wieder kreisunmittelbare Stadt Rothenburg ob der Tauber zum Landkreis.

### Nachbarkreise
Der Landkreis grenzte 1972 im Uhrzeigersinn im Norden beginnend an die Landkreise Uffenheim, Ansbach und Feuchtwangen (alle in Bayern) sowie an die Landkreise Crailsheim und Mergentheim (beide in Baden-Württemberg).
Im Westen grenzte der Landkreis auch an die kreisfreie Stadt Rothenburg ob der Tauber.

## Geschichte

### Bezirksamt
Das Bezirksamt Rothenburg ob der Tauber wurde im Jahr 1862 durch den Zusammenschluss der Landgerichte älterer Ordnung Rothenburg und Schillingsfürst gebildet.
Anlässlich der Reform des Zuschnitts der bayerischen Bezirksämter erhielt das Bezirksamt Rothenburg ob der Tauber am 1. Januar 1880 vom Bezirksamt Ansbach die Gemeinden Anfelden, Bieg, Binzwangen, Buch am Wald, Ermetzhof, Frommetsfelden, Geslau, Gunzendorf, Oberfelden, Poppenbach, Schwabsroth und Stettberg sowie die Gemeinde Preuntsfelden des Bezirksamtes Uffenheim.

### Landkreis
Am 1. Januar 1939 wurde wie sonst überall im Deutschen Reich die Bezeichnung Landkreis eingeführt. So wurde aus dem Bezirksamt der Landkreis Rothenburg ob der Tauber.
Am 1. April 1940 wurde die kreisfreie Stadt Rothenburg ob der Tauber in den Landkreis eingegliedert. Dies wurde am 1. April 1948 wieder rückgängig gemacht.
Am 1. Juli 1972 wurde der größte Teil des Landkreises Rothenburg ob der Tauber im Zuge der Gebietsreform in Bayern zusammen mit den Landkreisen Feuchtwangen und Dinkelsbühl und der bis dahin kreisfreien Stadt Rothenburg ob der Tauber in den Landkreis Ansbach eingegliedert. Die Gemeinden Ermetzhof und Steinach an der Ens kamen zum Landkreis Neustadt an der Aisch-Bad Windsheim.

## Einwohnerentwicklung
| Jahr | Einwohner | Quelle |
| ---- | --------- | ------ |
| 1864 | 16.356    | [ 9 ]  |
| 1885 | 20.526    | [ 10 ] |
| 1900 | 19.589    | [ 11 ] |
| 1910 | 19.728    | [ 11 ] |
| 1925 | 19.313    | [ 12 ] |
| 1939 | 26.971    | [ 13 ] |
| 1950 | 25.300    | [ 14 ] |
| 1960 | 19.000    | [ 15 ] |
| 1971 | 19.000    | [ 16 ] |

## Gemeinden
Kursiv gesetzte Orte sind noch heute selbständige Gemeinden. Bei den Orten, die heute nicht mehr selbständig sind, ist vermerkt, zu welcher Gemeinde der Ort heute gehört. Alle Gemeinden des ehemaligen Landkreises gehören heute zum Landkreis Ansbach, außer Steinach an der Ens und Ermetzhof, die heute zum Landkreis Neustadt an der Aisch-Bad Windsheim gehören.

Landkreis Rothenburg ob der Tauber, Gemeindegrenzenkarte von 1961

| Stadt 1. Schillingsfürst Markt 1. Dombühl | Weitere Gemeinden 1. Adelshofen 2. Anfelden (Gemeinde Oberdachstetten) 3. Bellershausen (Gemeinde Diebach) 4. Bettenfeld (Stadt Rothenburg ob der Tauber) 5. Bettwar (Gemeinde Steinsfeld) 6. Bieg (Markt Colmberg) 7. Binzwangen (Markt Colmberg) 8. Bockenfeld (Gemeinde Gebsattel) 9. Bottenweiler (Gemeinde Wörnitz) 10. Brunst (Stadt Leutershausen) 11. Buch am Wald 12. Burghausen (Gemeinde Windelsbach) 13. Cadolzhofen (Gemeinde Windelsbach) 14. Diebach 15. Dornhausen (Gemeinde Geslau) 16. Eckartsweiler (Stadt Leutershausen) 17. Endsee (Gemeinde Steinsfeld) 18. Erlach (Stadt Leutershausen) 19. Ermetzhof (Markt Marktbergel) 20. Erzberg (Gemeinde Wörnitz) 21. Faulenberg (Stadt Schillingsfürst) 22. Frommetsfelden (Stadt Leutershausen) 23. Gailnau (Gemeinde Wettringen) 24. Gailroth (Gemeinde Schnelldorf) 25. Gastenfelden (Gemeinde Buch am Wald) 26. Gattenhofen (Gemeinde Steinsfeld) 27. Gebsattel 28. Geslau 29. Großharbach (Gemeinde Adelshofen) 30. Gunzendorf (Gemeinde Geslau) 31. Habelsee (Gemeinde Ohrenbach) 32. Hagenau (Gemeinde Buch am Wald) 33. Hartershofen (Gemeinde Steinsfeld) 34. Insingen 35. Kirnberg (Gemeinde Gebsattel) 36. Leuzenbronn (Stadt Rothenburg ob der Tauber) 37. Lohr (Gemeinde Insingen) 38. Neusitz 39. Neustett (Gemeinde Adelshofen) 40. Nordenberg (Gemeinde Windelsbach) 41. Oberfelden (Gemeinde Colmberg) 42. Oberscheckenbach (Gemeinde Ohrenbach) 43. Oestheim (Gemeinde Diebach) 44. Ohrenbach 45. Poppenbach (Gemeinde Colmberg) 46. Preuntsfelden (Gemeinde Windelsbach) 47. Schwabsroth (Gemeinde Geslau) 48. Schweinsdorf (Gemeinde Neusitz) 49. Steinach an der Ens (Gemeinde Gallmersgarten) 50. Steinsfeld 51. Stettberg (Gemeinde Geslau) 52. Stilzendorf (Gemeinde Schillingsdorf) 53. Kloster Sulz (Markt Dombühl) 54. Tauberscheckenbach (Gemeinde Adelshofen) 55. Tauberzell (Gemeinde Adelshofen) 56. Wettringen 57. Wildenholz (Gemeinde Schnelldorf) 58. Windelsbach 59. Wörnitz |

## Kfz-Kennzeichen
Am 1. Juli 1956 wurde dem Landkreis bei der Einführung der bis heute gültigen Kfz-Kennzeichen das Unterscheidungszeichen ROT zugewiesen. Es wurde bis zum 30. April 1973 ausgegeben. Seit dem 10. Juli 2013 ist es wieder im Landkreis Ansbach erhältlich.